# Andri Guðjohnsen
Andri Lucas Guðjohnsen, född 29 januari 2002 i London i Storbritannien, är en isländsk fotbollsspelare (anfallare) som spelar för Gent och det isländska landslaget. Han är son till tidigare isländske storspelaren Eiður Guðjohnsen och barnbarn till den tidigare ÖSK-spelaren Arnór Guðjohnsen. Även hans bröder Sveinn Aron och Daniel är professionella fotbollsspelare.